# Blitter

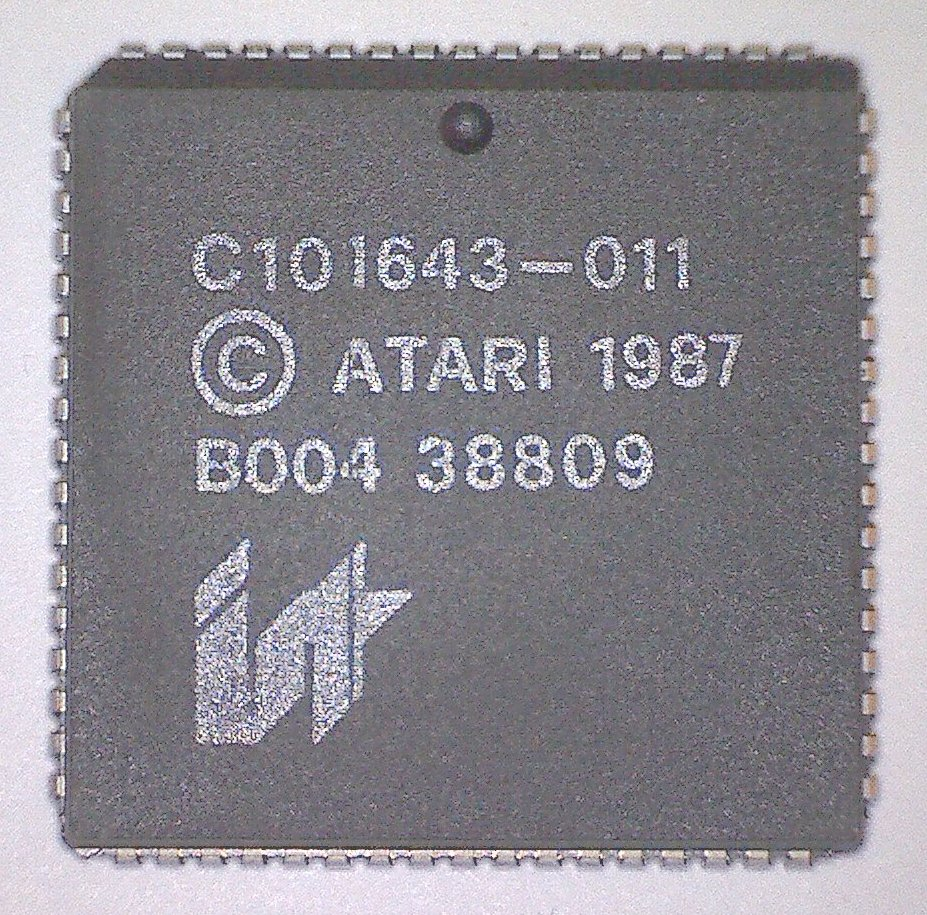
Chip Atari Blitter.

Blitter (acrónimo de Bit-Block Transfer) es un chip coprocesador dedicado a transferencias de datos en memoria, normalmente independiente de la CPU usando métodos bit blit.
Anteriormente las CPUs hacían el trabajo de mover los bitmaps por la memoria RAM. Pero como las operaciones gráficas eran cada vez más complejas, esto se desvinculó pronto de la CPU, ya que ésta tenía que rendir en otras tareas.
El blitter fue introducido para reducir la carga gráfica de la CPU. Por algún tiempo, en los años 1980, algunos ordenadores de sobremesa incluían un coprocesador para esta tarea. La CPU podía enviar las operaciones bit blit hacia el blitter, con lo cual la operación era mucho más rápida que si la CPU hiciera todo el trabajo.
Algunos de los primeros ordenadores personales que usaban esta solución fueron el Commodore Amiga o MSX 2.0. El chipset incluía un blitter. Además de la capacidad de copiar y manipular grandes áreas gráficas, el blitter también incluía hardware de dibujo de líneas y relleno de áreas.
Algunos modelos del Atari ST también incluían un coprocesador blitter. Retrasos en la fabricación causaron que su introducción en la línea ST fuera implantado más tarde que en los primeros STs que se despacharon. Sin embargo Atari planeó una actualización para permitir a los compradores instalar el chip blitter, este plan fue más tarde abandonado.
Como las CPUs se fabricaban cada vez más optimizadas, los chips blitter se hicieron obsoletos.
Las Unidades de Procesamiento Gráfico (GPU) modernas encontradas en la mayoría de tarjetas gráficas eran procesadores totalmente equipados en sí mismos y superaron rápidamente a los primitivos chips blitter.